# Xylopia perrieri
Xylopia perrieri Diels – gatunek rośliny z rodziny flaszowcowatych (Annonaceae Juss.). Występuje endemicznie we wschodniej i środkowej części Madagaskaru.

## Morfologia
PokrójZimozielone drzewo dorastające do 10–15 m wysokości. Młode pędy są owłosione.
LiścieMają eliptyczny kształt. Mierzą 5 cm długości oraz 2,5 szerokości. Są owłosione od spodu. Nasada liścia jest ostrokątna. Wierzchołek jest ostry. Ogonek liściowy jest owłosiony i dorasta do 2–3 mm długości.
KwiatySą pojedyncze. Rozwijają się w kątach pędów. Działki kielicha są owłosione, mają trójkątny kształt i dorastają do 3 mm długości. Płatki mają lancetowaty kształt i dorastają do 9–18 mm długości. Są owłosione, prawie takie same. Słupków jest 7. Są omszone i mierzą 1 mm długości.
OwoceZłożone z siedzących rozłupni. Mają czarniawą barwę i kształt od odwrotnie jajowatego do gruszkowatego. Osiągają 2,5 cm długości oraz 1,5 cm średnicy.

## Biologia i ekologia
Rośnie w lasach.